# Литванија на Европском првенству у атлетици у дворани 2019.
Литванија је учествовала на 35. Европском првенству у дворани 2019 који се одржао у Глазгову, Шкотска, од 1. до 3. марта. Ово је било четрнаесто европско првенство у дворани од 1992. године од када је Литванија први пут учествовала. Репрезентацију Литваније представљала су 8 такмичара (1 мушкарац и 7 жена) који су се такмичили у 7 дисциплина (1 мушка и 6 женских).
На овом првенству Литванија је делила 23 место по броју освојених медаља са 1 освојеном медаљом (1 бронза). У табели успешности према броју и пласману такмичара који су учествовали у финалним такмичењима (првих 8 такмичара) Литванија је са 2 учесника у финалу заузела 23 место са 11 бодова.
| Пл. | Земља     | 1. место | 2. место | 3. место | 4. место | 5. место | 6. место | 7. место | 8. место | Бр. фин.-Бод. |
| --- | --------- | -------- | -------- | -------- | -------- | -------- | -------- | -------- | -------- | ------------- |
| 23. | Литванија | –        | –        | 1–6      | 1-5      | –        | –        | –        | –        | 2-11          |

## Учесници
| Мушкарци: - Адријус Глебаускас — Скок увис | Жене: - Аквил Андриукаитите — 60 м - Агне Шеркшњене — 400 м - Егле Балчиунаите — 800 м - Наталија Пилиушина — 1.500 м - Ајрине Палшуте — Скок увис - Диана Загаинова — Троскок - Довиле Дзиндзалетајте — Троскок |  |

## Освајачи медаља (1)

### Бронза (1)
- Ајрине Палшуте — Скок увис

## Резултати

### Мушкарци
| Атлетичар          | Дисциплина | Лични рекорд | Квалификације | Квалификације | Полуфинале | Полуфинале | Финале               | Финале  | Детаљи |
| Атлетичар          | Дисциплина | Лични рекорд | Резултат      | Место         | Резултат   | Место      | Резултат             | Место   | Детаљи |
| ------------------ | ---------- | ------------ | ------------- | ------------- | ---------- | ---------- | -------------------- | ------- | ------ |
| Адријус Глебаускас | Скок увис  | 2,20         | 2,21 ЛР       | 6. у гр. А    |            |            | Није се квалификовао | 11 / 19 |        |

### Жене
| Атлетичарка           | Дисциплина | Лични рекорд | Квалификације       | Квалификације       | Полуфинале            | Полуфинале            | Финале                | Финале       | Детаљи |
| Атлетичарка           | Дисциплина | Лични рекорд | Резултат            | Место               | Резултат              | Место                 | Резултат              | Место        | Детаљи |
| --------------------- | ---------- | ------------ | ------------------- | ------------------- | --------------------- | --------------------- | --------------------- | ------------ | ------ |
| Аквил Андриукаитите   | 60 м       | 7,40         | 7,54                | 7. у гр. 4          | Није се квалификовала | Није се квалификовала | Није се квалификовала | 38 / 42 (43) |        |
| Агне Шеркшњене        | 400 м      | 52,62 НР     | 53,14 КВ            | 5. у гр. 4          | 52,33 КВ, НР, ЛР      | 2. у гр. 2            | 52,40                 | 4 / 29 (31)  |        |
| Егле Балчиунаите      | 800 м      | 2:01,23 НР   | 2:05,06             | 4. у гр. 4          | Није се квалификовала | Није се квалификовала | Није се квалификовала | 13 / 21      |        |
| Наталија Пилиушина    | 1.500 м    | 4:15,69      | 4:20,98 ЛРС         | 8. у гр. 1          |                       |                       | Није се квалификовала | 19 / 22 (24) |        |
| Ајрине Палшуте        | Скок увис  | 2,01 НР      | 1,93                | 3. у гр. Б          | 1,97                  |                       |                       |              |        |
| Диана Загаинова       | Троскок    | 13,97        | 13,36               | 15.                 | Нису се квалификовале | 15 / 17 (18)          |                       |              |        |
| Довиле Дзиндзалетајте | Троскок    | 14,13 НР     | Без исправног скока | Без исправног скока | Није се квалификовала | Није се квалификовала |                       |              |        |